# Euselasia opalescens
Euselasia opalescens is een vlindersoort uit de familie van de prachtvlinders (Riodinidae), onderfamilie Euselasiinae.
Euselasia opalescens werd in 1855 beschreven door Hewitson.